# Kilbirnie
Kilbirnie (gael. Cill Bhraonaigh) – miasto w Szkocji, w North Ayrshire.

## Historia
Wykopaliska archeologiczne prowadzone w XIX wieku, wykazały, że obszar był zamieszkany już w epoce brązu. Nazwa miasta pochodzi od nazwy kościoła "Auld Kirk". W 1740, początkowo stały tylko trzy domy, a w 1801 ludność zwiększyła się do 959 ludzi. Pół wieku później liczba mieszkańców wzrosła gwałtownie. W 1851 miasto liczyło 5484 mieszkańców. W tym czasie miasto było ośrodkiem przemysłowym zajmującym się tkactwem, wyrobem sieci rybackich, kopalnictwem i wytwórstwem żelaza. Przemysł metalowy otwarty w 1841, prędko stał się główną gałęzią przemysłową okolicy. 

## Znani ludzie
- James Brandon – szkocki piłkarz
- Jameson Clark – szkocki aktor
- Gordon McQueen – były szkocki piłkarz
- George Stevenson – były szkocki piłkarz

## Zabytki
"Auld Kirk" jest jednym z najstarszych kościołów w Szkocji, będący stale w użyciu zarówno przed jak i po reformacji.